# Максимов, Александр Яковлевич
Александр Яковлевич Максимов (3 сентября 1851 — 22 августа 1896) — российский писатель, путешественник.

## Биография
По окончании курса в морском корпусе совершил несколько кругосветных плаваний.
В 1875 г. издал очерки «Вокруг света» (из «Всемирного Путешественника»). Во время своего пребывания на Дальнем Востоке, в 1870-х гг., поместил ряд рассказов, преимущественно из жизни Уссурийского края, в «Кругозоре», «Ниве» и других журналах.
Этнографически-беллетристические очерки его изданы в 1883 г. под заглавием «На Дальнем Востоке».
В последние годы сотрудничал с «Новым Временем» в качестве постоянного корреспондента с Дальнего Востока и сотрудника по морскому делу.
Псевдоним — А. Горемыкин.

## Избранные сочинения[1]
- Максимов А. Я. Буран и другие рассказы. — СПб., 1898. — 266 с. — (Буран; Горе-охотники; Партионный начальник; Охотник за пантами; Жертва злому духу; В Японии; Орочоны; В Китае).
- Максимов А. Я. Вокруг света: Плавание корвета «Аскольд»: От Кронштадта до Бангкока. — СПб.: ред. журн. «Всемирный путешественник», 1876. — 480 с.
- Максимов А. Я. Вокруг света: Путевые заметки и впечатления: В 2 ч. Ч. 2. — СПб.: М. К. Максимова, 1901. — 366 с.
- Максимов А. Я. Далекий Восток: Рассказы для детей. — СПб.: М. К. Максимова, 1902. — 141 с. — (Жертва злому духу. Полсуток на дереве).
- Максимов А. Я. Два миссионера; За драгоценным корнем и другие рассказы. — СПб.: типо-лит. К.Л. Пентковского, 1909. — 243 с.
- Максимов А. Я. Китобои, корейка Маша и др. рассказы. — СПб., 1910. — 302 с. — (Китобои; Пионеры и оспопрививатели; Корейка Маша; Засада на деревьях: (Рассказ участника охоты на тигра); Хищники-золотоискатели: (Очерк "маньцзинского восстания"); Среди инородцев: (Рассказ топографа); Лесное чудовище; Удочка: (Рассказ случайного охотника); Бродяга Митька Грешный: (Рассказ из быта каторжных); Занесённый снегом; Неисправимый).
- Максимов А. Я. Корвет Аскольд вокруг света. — СПб., 1910. — 366 с.
- Максимов А. Я. На Далеком Востоке: Полн. [ил.] собр. соч. — СПб.: М. К. Максимова, 1898–1902. — Т. 1–10. — (Кн. 1: Китобои; Пионеры и оспопрививатели; Корейка Маша; Засада на деревьях; Хищники-золотоискатели; Среди инородцев; Лесное чудовище; Удочка; Бродяга Митька Грешный; Занесённый снегом; Неисправимый. - 1898. - 302 с. Кн. 10: Без руля, компаса и ветрил: Роман в 2 ч. - 1902. - [2], 308 с. Кн. 2: Перст божий; Панорама океана; Старый боцман. - 1898. - 329 с. Кн. 3: Буран; Горе-охотники; Партионный начальник; Охотник за пантами; Жертва злому духу; В Японии; Орочоны; В Китае. - 1898. - 266 с. Кн. 4: Два миссионера: (Рассказ из жизни богоносцев Далекого Востока). Полсуток на дереве: (Случайная встреча с тигром). За драгоценным корнем: (Из жизни китайских таежников). Пикник; Товарищеская услуга; Жертвы моря: (Рассказы о кораблекрушениях и морских катастрофах). - 1899. - 241 с. Кн. 5: Роковой поцелуй: (Роман). Тюлений остров: (Драма на море). Рождественская ночь: (Из дневника забытого человека). Одним нищим меньше!: (Картина из жизни большого города). Проклятая квартира: (Святочный рассказ). - 1899. – 243 с. Кн. 6: В погоню за свободным трудом: (Роман в 2 ч.). По отдельному виду: (Страничка семейных нравов). В погоню за хищниками-золотоискателями; Преступная страсть: (Комедия в одном действии). - 1899. - 238 с. Кн. 7: Вокруг света: В 2 ч. Ч. 1. - 1900. - 272 с. Кн. 8: Вокруг света: В 2 ч. Ч. 2. - 1901. - 366 с. Кн. 9: Жертва волкам; Поп Симеон; Унесенные в море; Волшебная падь; На соболей; Скиталец; Злодей. - 1901. - 258 с).
- Максимов А. Я. На Далеком Востоке: Рассказы и были из жизни на отдал. окраине России. — СПб.: типо-лит. и фототип. П. И. Бабкина, 1894. — Т. 2. — 237 с. — (Поп Симеон; Унесенные в море; Волшебная падь; В погоню за хищниками-золотоискателями; На соболей; Скиталец; Злодей).
- Максимов А. Я. На Далеком Востоке: Рассказы и очерки. — СПб.: тип. В. В. Комарова, 1883. — 304 с.
- Максимов А. Я. Наши задачи на Тихом океане: Полит. этюды. — СПб.: типо-лит. и фототип. П. И. Бабкина, 1894. — 144 с. — (1. Россия и Китай. 2. Россия и Япония. 3. Россия и Корея. 4. Англия и Россия на Далёком Востоке).
- Максимов А. Я. Памяти царя-миротворца. — СПб.: типо-лит. и фотот. П. И. Бабкина, 1894. — 15 с.
- Максимов А. Я. Рассказы и были с далеких окраин Востока. — 3-е изд. — СПб.: типо-лит. К. Л. Пентковского, 1898. — 237 с.
- Максимов А. Я. Роковой поцелуй и другие рассказы. — СПб.: типо-лит. К. Л. Пентковского, 1909. — 243 с. — (Роковой поцелуй: Роман; Рассказы: Тюлений остров; Рождественская ночь; Одним нищим меньше!; Проклятая квартира).
- Максимов А. Я. Тайна княгини–цыганки: роман. — СПб.: Тип. С. Добродеева, 1892. — 466 с. — (Прил. к газ. «Сын Отечества». – 1892. – Кн. 1: янв.-фев).
- Шакеев Е. А., Максимов А. Я. Французский флот: Ист. очерк и соврем. его состояние. — Кронштадт, 1891. — 32 с. — (отт. из: Кронштадт. вестн. – 1891).